# Dave Graue
Dave Graue (né le 6 septembre 1926 à Oak Park et mort le 10 décembre 2001 à Flat Rock) est un auteur de bande dessinée américain qui a travaillé sur le comic strip Alley Oop de 1950 à 2001. Il en fut le seul auteur de 1973 à 1990, puis en resta scénariste quand Jack Bender le relaya au dessin en 1991. Graue est mort d'un accident de voiture quatre mois après avoir pris sa retraite.

## Prix et récompenses
- 1981 : Prix Inkpot